# Carlos Alberto Dias
Carlos Alberto Costa Dias (Brasília, 5 de maio de 1967) é um ex-futebolista e treinador de futebol brasileiro. Atualmente comanda o Freipaulistano.
Ele é conhecido no futebol carioca por ser um dos poucos jogadores que defenderam os 4 grandes clubes do Rio de Janeiro.

## Carreira
Carlos Alberto Dias foi um meia-avançado muito habilidoso, que viveu a melhor fase de sua carreira entre 1990 e 1992, quando atuava pelo Botafogo. Participou da conquista do bi-campeonato carioca do Botafogo em 1990, e fez parte da excelente equipe alvi-negra vice-campeã brasileira em 1992.
Formado nas categorias de base da Sociedade Esportiva Matsubara, o então meia Carlos Alberto acabou se destacando no interior paranaense, chamando assim a atenção do Coritiba, onde foi campeão paranaense de 1989, e de onde seguiu para o Botafogo.
Em virtude de suas boas atuações, Carlos Alberto foi convocado para a disputa de uma partida contra a Seleção da Finlândia, realizada em abril de 1992. Esta foi a única vez que o jogador vestiu a camisa da Seleção Brasileira.
Além do Botafogo, o jogador atuou no Matsubara-PR, Fujita Industries-JAP (atual Shonan Bellmare), Vasco da Gama, Grêmio, Flamengo, Shimizu S-Pulse-JAP, Paraná, Verdy Kawasaki, Fluminense, Ceará, Madureira, Shizuoka FC, Sertãozinho, Operário-MS, Marcílio Dias, Nacional de Rolândia e Operário Ferroviário.
Em 2006, aos 39 anos de idade, o jogador encerrou sua carreira no ABC.
Depois da aposentadoria, Dias trabalhou com garotos em Curitiba com objetivo de achar futuros craques para o Brasil, mas também para o Japão. O ex-jogador tem grande parceria com clubes japoneses que também precisam de reforços.
Carlos Alberto Dias estreou como técnico em 2014, comandando o Castanhal em apenas 3 jogos. Passou ainda por Bacabal e Frei Paulistano (foi campeão da Série A2 do Campeonato Sergipano de 2016) e chegou a ser contratado pelo Itumbiara para a disputa do Campeonato Goiano de 2017, mas a contratação foi reprovada pela torcida da agremiação.
Em fevereiro de 2017 foi oficializado como novo treinador do Paragominas.
Em outubro de 2017, foi anunciado pelo Gama, para comandar o clube do DF no Campeonato Candango de 2018. Porém, treinou os alviverdes em um único jogo oficial, na derrota para o Bolamense, resultando em sua demissão.
Para a temporada 2019, o ex-meia foi anunciado como novo diretor de futebol da Matonense, clube da quarta divisão do Campeonato Paulista.

## Títulos
Coritiba
- Campeonato Paranaense: 1989

Botafogo
- Campeonato Carioca: 1990
- Torneio da Amizade de Vera Cruz: 1990
- Supercopa Xerox (Japão): 1991

Vasco da Gama
- Campeonato Carioca: 1992 e 1993
- Taça Guanabara: 1992
- Taça Rio: 1992 e 1993
- Copa Rio Estadual: 1992 e 1993
- Torneio João Havelange: 1993
- Troféu Cidade de Zaragoza: 1993
- Troféu Cidade de Barcelona: 1993

Paraná
- Campeonato Paranaense: 1996
- Torneio Verão de Paranaguá: 1996

## Estatísticas
| Clube    | Temporada | Campeonato Nacional | Campeonato Nacional | Campeonato Estadual | Campeonato Estadual | Copa do Brasil | Copa do Brasil | Copas Continentais | Copas Continentais | Competições Amistosos | Competições Amistosos | Total | Total |
| Clube    | Temporada | Jogos               | Gols                | Jogos               | Gols                | Jogos          | Gols           | Jogos              | Gols               | Jogos                 | Gols                  | Jogos | Gols  |
| -------- | --------- | ------------------- | ------------------- | ------------------- | ------------------- | -------------- | -------------- | ------------------ | ------------------ | --------------------- | --------------------- | ----- | ----- |
| Botafogo |           |                     |                     |                     |                     |                |                |                    |                    |                       |                       |       |       |
| 1990     | 17        | 0                   | 15                  | 4                   | 3                   | 0              | -              | -                  | 2                  | 1                     | 37                    | 5     |       |
| 1991     | 13        | 1                   | 23                  | 10                  | 1                   | 0              | -              | -                  | 5                  | 0                     | 42                    | 11    |       |
| 1992     | 23        | 4                   | -                   | -                   | -                   | -              | -              | -                  | -                  | -                     | 23                    | 4     |       |
| Total    | 53        | 5                   | 38                  | 14                  | 4                   | 0              | -              | -                  | 7                  | 1                     | 102                   | 20    |       |

| Clube | Temporada | Campeonato Nacional | Campeonato Nacional | Campeonato Estadual | Campeonato Estadual | Copa da Liga | Copa da Liga | Copas Continentais | Copas Continentais | Competições Amistosos | Competições Amistosos | Total | Total |
| Clube | Temporada | Jogos               | Gols                | Jogos               | Gols                | Jogos        | Gols         | Jogos              | Gols               | Jogos                 | Gols                  | Jogos | Gols  |
| ----- | --------- | ------------------- | ------------------- | ------------------- | ------------------- | ------------ | ------------ | ------------------ | ------------------ | --------------------- | --------------------- | ----- | ----- |
| Vasco |           |                     |                     |                     |                     |              |              |                    |                    |                       |                       |       |       |
| 1992  | -         | -                   | 15                  | 6                   | -                   | -            | -            | -                  | 1                  | 0                     | 16                    | 6     |       |
| 1993  | -         | -                   | 15                  | 1                   | 5                   | 1            | 2            | 0                  | 16                 | 6                     | 38                    | 8     |       |
| Total | -         | -                   | 30                  | 7                   | 5                   | 1            | 2            | 0                  | 17                 | 6                     | 54                    | 14    |       |

| Clube  | Temporada | Campeonato Nacional | Campeonato Nacional | Campeonato Estadual | Campeonato Estadual | Copa da Liga | Copa da Liga | Copas Continentais | Copas Continentais | Competições Amistosos | Competições Amistosos | Total | Total |
| Clube  | Temporada | Jogos               | Gols                | Jogos               | Gols                | Jogos        | Gols         | Jogos              | Gols               | Jogos                 | Gols                  | Jogos | Gols  |
| ------ | --------- | ------------------- | ------------------- | ------------------- | ------------------- | ------------ | ------------ | ------------------ | ------------------ | --------------------- | --------------------- | ----- | ----- |
| Grêmio |           |                     |                     |                     |                     |              |              |                    |                    |                       |                       |       |       |
| 1993   | 4         | 2                   | -                   | -                   | -                   | -            | -            | -                  | -                  | -                     | 4                     | 2     |       |
| Total  | 4         | 2                   | -                   | -                   | -                   | -            | -            | -                  | -                  | -                     | 4                     | 2     |       |

| Clube    | Temporada | Campeonato Nacional | Campeonato Nacional | Campeonato Estadual | Campeonato Estadual | Copa da Liga | Copa da Liga | Copas Continentais | Copas Continentais | Competições Amistosos | Competições Amistosos | Total | Total |
| Clube    | Temporada | Jogos               | Gols                | Jogos               | Gols                | Jogos        | Gols         | Jogos              | Gols               | Jogos                 | Gols                  | Jogos | Gols  |
| -------- | --------- | ------------------- | ------------------- | ------------------- | ------------------- | ------------ | ------------ | ------------------ | ------------------ | --------------------- | --------------------- | ----- | ----- |
| Flamengo |           |                     |                     |                     |                     |              |              |                    |                    |                       |                       |       |       |
| 1994     | -         | -                   | 9                   | 2                   | -                   | -            | -            | -                  | 9                  | 3                     | 18                    | 5     |       |
| Total    | -         | -                   | 9                   | 2                   | -                   | -            | -            | -                  | 9                  | 3                     | 18                    | 5     |       |

| Clube        | Temporada | Campeonato Nacional | Campeonato Nacional | Campeonato Estadual | Campeonato Estadual | Copa da Liga | Copa da Liga | Copas Continentais | Copas Continentais | Competições Amistosos | Competições Amistosos | Total | Total |
| Clube        | Temporada | Jogos               | Gols                | Jogos               | Gols                | Jogos        | Gols         | Jogos              | Gols               | Jogos                 | Gols                  | Jogos | Gols  |
| ------------ | --------- | ------------------- | ------------------- | ------------------- | ------------------- | ------------ | ------------ | ------------------ | ------------------ | --------------------- | --------------------- | ----- | ----- |
| Paraná Clube |           |                     |                     |                     |                     |              |              |                    |                    |                       |                       |       |       |
| 1994         | 15        | 5                   | -                   | -                   | -                   | -            | -            | -                  | -                  | -                     | 15                    | 5     |       |
| Total        | 15        | 5                   | -                   | -                   | -                   | -            | -            | -                  | -                  | -                     | 15                    | 5     |       |

## Seleção Brasileira
| Jogo | Data                | Local                 | Adversário | Placar | Resultado | Competição | Status       | Clube    |
| ---- | ------------------- | --------------------- | ---------- | ------ | --------- | ---------- | ------------ | -------- |
| 1    | 15 de abril de 1992 | Estádio José Fragelli | Finlândia  | 3–1    | Vitória   | Amistoso   | 18 - Reserva | Botafogo |